# Fortaleza de Bajtrioni
La fortaleza de Bajtrioni (en georgiano: ბახტრიონი) es una fortaleza del siglo XVII en ruinas en la región oriental de Kajetia, Georgia. La fortaleza sirvió como un puesto de avanzada iraní Safavid en la década de 1650 hasta que rebeldes georgianos lo capturaron y demolieron. Sólo algunas ruinas insignificantes de la fortaleza han sobrevivido.

## Toponimia
El nombre de la Bajtrioni deriva de la antigua aldea de Bajtriani cerca de la cual fue construida la fortaleza, cuyo nombre, a su vez, debe derivarse de la familia Bajtarashvili. 

## Geografía
La fortaleza se sitúa en la margen izquierda del río Alazani, cerca de su confluencia con el Ilto.

## Historia
Bajtrioni estaba guarnecida por una fuerza Kizilbash dejada por el gobierno del sah Abás II de Persia. para reforzar su autoridad en la zona y proteger a los nómadas turcos reasentados en tierras georgianas. La fortaleza dominaba un lugar estratégico, que controlaba las carreteras hacia las montañas del Gran Cáucaso, habitadas por los belicosos montañeses georgianos de Tushetia, Pshavia y Jevsuretia.
En 1659, los montañeses georgianos se unieron al pueblo rebelde de Kajetia en un ataque sorpresa contra Bajtrioni. En la batalla que siguió, toda la fuerza de Kizilbash fue aniquilada y los rebeldes procedieron a capturar otro bastión iraní, el de Alaverdí. Estos eventos son ampliamente aclamados en la tradición popular que ha conservado los nombres de los héroes montañeses de la batalla de Bajtrioni, como Tush Zezva Gaprindauli, Jevsur Nadira Josharauli y Pshav Gogolauri. 
En relación con el 300 aniversario de la rebelión de Bajtrioni, se erigió aquí un obelisco.

## Yacimiento
La fortaleza tiene planta triangular y contaba con varias torres que aún existen en ruinas. Dos pisos de la torre occidental aún se mantienen en pie; el piso inferior tenía una puerta en el muro norte, algunas hornacinas en el muro al este y una chimenea en el medio. En la zona de la fortaleza se descubrieron ruinas de otros edificios. 
En la parte oriental todavía hay una pequeña iglesia de piedra sin ábside, su puerta de entrada está en el muro sur y se conservan vanos de ventanas en los muros este y oeste. Esta iglesia es la parte más antigua del edificio y data de finales de la Edad Media. 
El complejo, importante como monumento histórico y cultural, está situado bajo bosques y arbustos y no atrae la atención de los turistas.

## Homenajes
El lugar y su historia inspiró al poeta georgiano Vazha-Pshavela de finales del siglo XIX a escribir su poema épico patriótico Bajtrioni (1892). Las calles que llevan el nombre de Bajtrioni se encuentran en Tiflis, Ajmeta, Telavi, Lagodeji, Kareli y Kaspi.